# Чхве Ён Рим
Чхве Ён Рим (кор. 최영림, род. 20 ноября 1930 года, Хамгён-Намдо, Корея) — политический и государственный деятель КНДР, председатель Совета министров республики в 2010—2013.

## Биография
Родился в 1930 в провинции Хамгён-Намдо, на территории Кореи, оккупированной в то время Японией. С июля 1950 — в Корейской народной армии. Учился в революционной школе в Мангёндэ, университете имени Ким Ир Сена и МГУ. Занимал различные должности в партийной иерархии ТПК, в том числе: инструктор, заместитель начальника отдела, первый заместитель начальника отдела, начальник отдела Центрального Комитета Трудовой партии Кореи. Занимал должности вице-премьера Административного совета КНДР и руководителя Верховной Народной Прокуратуры.
С 11 апреля 2005 по июль 2009 года был генеральным секретарём Президиума Верховного Народного Собрания, в 2009 назначен первым секретарём Пхеньянского городского комитета ТПК, приняв пост, который был вакантным девять лет, после смерти Кан Хён Су в 2000.
7 июня 2010 на третьей сессии Верховного Народного собрания 12-го созыва был избран председателем кабинета министров КНДР, сменив на этом посту Ким Ён Иля.
На конференции Трудовой партии Кореи в сентябре 2010 избран членом Президиума Политбюро ЦК ТПК.

## Награды
Был награждён орденом Ким Ир Сена (1982) и Орденом Национального флага 1 степени.
Указом Президиума Верховного народного собрания от 9 февраля 2012 года был награждён вместе с другими официальными лицами Орденом Ким Чен Ира.